# TGcom24
TGcom24 è un canale televisivo italiano che trasmette le notizie 24 ore lanciato il 28 novembre 2011.

## Descrizione
Il canale, fondato da Mario Giordano, attualmente è diretto da Andrea Pucci, e la redazione è composta da circa 30 giornalisti.
TGcom24 collabora per le immagini e per i video dall'estero con l'agenzia di stampa Reuters, mentre l'economia è totalmente autoprodotta grazie al TgEconomy e al programma settimanale Pil & contro Pil. Per le previsioni del meteo si avvale dell'aiuto del Centro Epson Meteo sul sito internet meteo.it.
Le musiche del canale sono di Serena Menarini e Alessandro Branca.
La voce ufficiale del canale è Gigio D'Ambrosio.

## Storia

Fotogramma della sigla in uso dal 9 settembre 2019

Nata come sito internet di informazione col nome di TGcom, la testata fu poi assorbita in NewsMediaset, per poi evolversi nel 2011 in un vero e proprio canale all news, in sostituzione del preesistente TG Mediaset.
Il canale ha esordito ufficialmente il 28 novembre 2011 alle 20:30, in chiaro sul canale 51 del digitale terrestre e in streaming sul sito Tgcom24.it. (In sostituzione di TGcom) il canale era tuttavia partito anticipatamente l'11 novembre per seguire gli sviluppi della crisi del governo Berlusconi IV su TG Mediaset.
Il 17 giugno 2019 la redazione del canale viene assorbita da NewsMediaset.
Il 9 settembre 2019 il canale rinnova sigla e grafica; il logo e lo studio rimangono invariati.

## Diffusione
Il suo lancio ufficiale avvenne il 28 novembre 2011 in onda sul digitale terrestre al canale 51, sul satellite attraverso la piattaforma Tivùsat al canale 24 e dal 7 dicembre 2011 anche su Sky Italia, alla posizione 509 della sezione News.
Il 7 settembre 2015, Mediaset effettua il criptaggio totale dei tre canali generalisti sulle trasmissioni via satellite e, di conseguenza, TGcom24 diventa l'unico canale del gruppo Mediaset ancora disponibile sulla piattaforma Sky Italia e, in generale, l'unico canale Mediaset visibile anche dai telespettatori della televisione satellitare che non hanno a disposizione Tivùsat.
Il 28 marzo 2018 il canale passa alla posizione 25 su Tivùsat.
Dal 28 dicembre 2020 la versione satellitare del canale passa in modalità DVB-S2 e ricevibile quindi dai soli dispositivi abilitati all'alta definizione.
Dal 14 luglio 2022 TGcom24 va in onda in alta definizione unicamente sul satellite e anche sul DTT dal 21 dicembre 2022, sostituendo la versione in definizione standard, che resta visibile su Mediaset Infinity fino al 17 gennaio 2023.

## Palinsesto

### Programmi attualmente in onda
- Breaking News
- Carte scoperte (rassegna stampa internazionale in onda tutti i giorni dalle 8:45)
- Checkpoint
- Ciak News
- Dentro i fatti (approfondimento mattutino sulle ultime notizie, in onda tutte le mattine dalle 09:30).
- News Live (approfondimento pomeridiano sulle ultime notizie con ospiti e servizi, tutti i giorni dalle 15:00 alle 16:30)
- Fatti e misfatti (rubrica di interviste e approfondimento, dal lunedì al venerdì alle 14:00, a cura di Paolo Liguori)
- Il TG dei ragazzi (in onda la domenica alle 17:00)
- meteo.it
- Prima pagina (TG5 Prima Pagina e TG5 Mattina, in simulcast con Canale 5)
- Rassegna stampa (prima lettura dei quotidiani, in onda tutti i giorni tra le 23:30 e le 23:50)
- Sport Mediaset (in simulcast con Italia 1)
- Mattino 4 (in simulcast con Rete 4)

- Stanze vaticane
- Start (rubrica del TG5 in simulcast con Canale 5)
- Sussurri e grida
- Zerovirgola (in onda il sabato alle 20:30)
- Telegiornali (TG4, TG5 e Studio Aperto in simulcast con le reti di appartenenza)
- TgEconomy
- TGcom24 Motori
- TGcom24 Games
- Speciale TGcom24
- Mattino Cinque News  (dal 2021 in simulcast con Canale 5)
- Pomeriggio Cinque  (dal 2021 in simulcast con Canale 5)
- Diario del giorno (rubrica del TG4 trasmessa in simulcast con Rete 4)

### Programmi precedentemente in onda
- La rassegna dei TG (fino al 2014)
- Confini (fino al 2015)
- Dig.it
- Giovane Europa
- Italiani brava gente
- Il giallo della settimana
- La versione di Lilin
- Buone notizie dalla radio
- Mercati, che fare?
- La cucina dei giornali
- Una settimana di notizie
- Prima Linea (2016)
- Un occhio sul mondo (fino al 2016)
- Stasera al cinema
- Scelti per voi
- Supercinema
- Terra!
- Top Secret
- TGcom24 Meteo (sostituito dal 14 gennaio 2013 da meteo.it)
- Cavoletti da Bruxelles
- Insieme/Juntos
- I fatti del giorno
- La Gerusalemme liberata
- Moda e tendenze
- Morning News
- News del mattino
- News della notte
- Oggi al Tgcom24
- Pil & contro Pil
- Soldi nostri
- Speciale calciomercato
- Stelle a strisce
- Prima serata
- Il TG delle 18
- Fatti e misfatti d'Europa
- Mastergame Play
- Digitalmente
- Ultime notizie
- WEBtv (approfondimento sul web dei principali temi della settimana)
- TGcom24 Tour
- Caffè Italia (approfondimento sui temi politici)
- Shampoo per tutti

### Rubriche in onda su altri canali
Dal 20 maggio 2013, sotto forma di strisce informative quotidiane, occupa degli spazi informativi sulle reti tematiche del gruppo, quali: Italia 2, Iris, Mediaset Extra, La5, 20, Twentyseven, Focus e Cine34. Sulla stessa rete vanno anche in onda rubriche come TGcom24 Games in onda il sabato pomeriggio su Italia 1 e TGcom24 Motori in onda la domenica mattina su Rete 4 e Canale 5.
Dal 21 ottobre 2013 le breaking news di TGcom24 vanno in onda contemporaneamente su cinque emittenti radiofoniche ossia Radio Bruno, R101, Radio Subasio e Radionorba. Sono nove gli appuntamenti quotidiani con questi spazi informativi nelle fasce di maggior ascolto: alle 8, alle 9, alle 11, alle 12, alle 13, alle 14, alle 16, alle 18, alle 19, alle 21 e alle 23. Dal 2015 aumentano a 16 le stazioni radio italiane che trasmettono in diretta le breaking news. Da agosto 2016 si aggiungono anche Radio 105 e Virgin Radio.
Le breaking news vanno in onda anche nell'intervallo tra il primo e il secondo tempo nei film in onda sulle reti Mediaset (esclusi i canali per ragazzi e bambini Boing e Cartoonito) al posto di TGcom.

## Redazione

### Direttore responsabile
- Andrea Pucci

### Direttore editoriale
- Paolo Liguori

### Vicedirettore
- Domenico Catagnano

### Coordinatore
- Claudia Severino

### Produttore esecutivo
- Andrea Cavalli

### Musiche
- Serena Menarini
- Alessandro Branca

## Conduttori

### Telegiornale
- EDIZIONI MATTUTINE E POMERIDIANE: Alessandra Chertizza[12], Monica Coggi[12], Alessio Fusco[12], Luigi Galluzzo[12], Andrea Bonzagni, Dario Donato, Valeria De March, Laura Gioia, Micaela Nasca, Alessandra Parla, Alessia Peraldo Eusebias, Carolina Sardelli, Claudia Vanni
- EDIZIONI DELLA SERA E RASSEGNA STAMPA: Alessandra Chertizza, Monica Coggi, Gianluca De Angelis, Luigi Galluzzo, Giampaolo Gherarducci, Alessandro Leproux, Alfredo Macchi, Giuliano Torlontano, Girolamo Tripoli, Sofia Zuppa

### Rubriche del canale

#### Attuali
- Carte scoperte: Micaela Nasca, Claudia Vanni, Alessandra Parla, Carolina Sardelli
- Dentro i fatti: Micaela Nasca, Claudia Vanni, Alessandra Parla, Mikaela Calcagno, Carolina Sardelli
- TGcom24 Tour: Paolo Liguori, Dario Donato
- News Live: Micaela Nasca, Claudia Vanni, Carolina Sardelli, Mikaela Calcagno, Alessandra Parla
- Zerovirgola: Dario Donato
- Stanze Vaticane: Fabio Marchese Ragona
- Fatti e misfatti: Paolo Liguori, Luca Rigoni (saltuariamente)
- Meteo.it: Stefania Andriola, Ilaria Fratoni, Martina Hamdy, Serena Giacomin, Camilla Bianchini, Yevgeniya Kurlyand ed Andrea Giuliacci
- Lavoro Futuro: Monica Coggi
- Intelligenze Artificiali: Matteo Flora[13]
- Next - Generazione Europa: Carolina Sardelli
- Together - Europa 2024[14]

#### Passate
- Caffè Italia: Luigi Galluzzo
- L'Europa che vorrei: Laura Gioia
- Giovane Europa: Carolina Sardelli, Marica Giannini, Mattia Iovane
- WEBtv: Federico Graziani, Laura Gioia, Carolina Sardelli
- Digitalmente: Claudia Vanni, Laura Gioia
- Mastergame Play: Stefania Scordio, Carolina Sardelli, Gian Luca Rocco
- Fatti e misfatti d'Europa: Laura Gioia, Carolina Sardelli
- Stelle a strisce: Maria Luisa Rossi Hawkins
- Insieme/Juntos: Alessandra Viero
- Pil & contro Pil: Alan Patarga
- Cavoletti da Bruxelles: Leonardo Panetta
- La Gerusalemme liberata: Elia Milani
- Il giallo della settimana: Elena Tambini, Martina Maltagliati
- Shampoo per tutti: Luigi Galluzzo, Massimiliano Lenzi
- TGcom24 Meteo: Stefania Andriola
- Sussurri & Grida: Maurizio Costanzo
- Checkpoint: Micaela Nasca, Claudia Vanni, Luca Rigoni
- TgEconomy: Alan Patarga, Francesca Mortaro, Giuliana Grimaldi, Dario Donato, Stefania Scordio

## Studi
La scenografia all'inizio consisteva in un allestimento scenico nei colori del logo, situato al 6º piano del palazzo al centro di produzione di Cologno Monzese, nella redazione dei giornalisti. Tempo dopo era stato attrezzato un ufficio con un sistema virtuale 2D, ancora oggi utilizzato per varie rubriche. Nel 2011 lo studio era stato realizzato al piano terra nello studio 3 del Palazzo dei Cigni a Milano 2 vicino al vecchio spazio del TG4 di Emilio Fede e parte della vecchia redazione. Dopo vari lavori di trasferimento a Cologno Monzese e con la definitiva chiusura del centro di produzione di Milano 2, il 15 ottobre 2016 è stato trasferito nel nuovo studio 15, dove vi è una regia chiusa dai vetri e una scenografia ricostruita e ampliata con varie possibilità di inquadrature. Gli impianti scenici, fino al 2018, sono stati curati da Raffaella Galbiati.
Dal 21 marzo 2020 al 25 ottobre 2021, TGcom24 ha ospitato il TG4 nel proprio studio; dal 26 ottobre al 28 novembre, entrambi i notiziari sono andati in onda in quello che era lo studio del TG4 (il 4 di Cologno Monzese), dati i lavori di ristrutturazione dello studio 15.
Dal 29 novembre 2021, a seguito di una riorganizzazione del comparto d'informazione Mediaset, TGcom24 diventa il nuovo nome di NewsMediaset, producendo così il TG4, Studio Aperto e Sport Mediaset, che vanno pertanto in onda tutti in alta definizione da un ristrutturato studio 15, assieme ad altre produzioni di informazione Mediaset quali Mattino Cinque News, Pomeriggio Cinque (fino al 2023) e le varie rubriche e speciali dei programmi e notiziari, tutti in simulcast sul canale all-news al momento della messa in onda.

## Ascolti
Verso fine 2012, Publitalia '80 comunicò che dal 6 gennaio 2013 i dati Auditel di TGcom24 sarebbero stati pubblicati. Tale annuncio ha avuto seguito solo da giugno 2013: dall'inizio delle rilevazioni, TGcom24 si è mediamente rivelato il terzo canale all-news in Italia per ascolti, alle spalle di Rai News 24 e Sky TG24 (fatti salvi i mesi di agosto e il mese di settembre 2017, in cui la rete di Mediaset ha superato gli ascolti di quest'ultima).

### Share mensile di TGcom24
Dati Auditel relativi al giorno medio mensile sul target individui 4+.
| Anno | Gen   | Feb   | Mar   | Apr   | Mag   | Giu   | Lug   | Ago   | Set   | Ott   | Nov   | Dic   | Media anno |
| ---- | ----- | ----- | ----- | ----- | ----- | ----- | ----- | ----- | ----- | ----- | ----- | ----- | ---------- |
| 2013 | -     | -     | -     | -     | -     | 0,29% | 0,36% | 0,40% | 0,29% | 0,25% | 0,25% | 0,28% | -          |
| 2014 | 0,31% | 0,25% | 0,22% | 0,22% | 0,23% | 0,29% | 0,35% | 0,39% | 0,27% | 0,23% | 0,25% | 0,33% | 0,27%      |
| 2015 | 0,31% | 0,28% | 0,27% | 0,27% | 0,25% | 0,31% | 0,39% | 0,44% | 0,34% | 0,30% | 0,35% | 0,28% | 0,31%      |
| 2016 | 0,28% | 0,25% | 0,25% | 0,26% | 0,26% | 0,36% | 0,45% | 0,44% | 0,31% | 0,27% | 0,30% | 0,30% | 0,31%      |
| 2017 | 0,37% | 0,25% | 0,26% | 0,31% | 0,28% | 0,32% | 0,34% | 0,54% | 0,46% | 0,32% | 0,29% | 0,30% | 0,32%      |
| 2018 | 0,29% | 0,27% | 0,33% | 0,32% | 0,37% | 0,40% | 0,44% | 0,59% | 0,38% | 0,35% | 0,33% | 0,38% | 0,37%      |
| 2019 | 0,35% | 0,33% | 0,34% | 0,32% | 0,32% | 0,39% | 0,48% | 0,63% | 0,42% | 0,36% | 0,38% | 0,38% | 0,38%      |
| 2020 | 0,38% | 0,41% | 0,61% | 0,50% | 0,41% | 0,38% | 0,43% | 0,62% | 0,48% | 0,47% | 0,48% | 0,49% | 0,47%      |
| 2021 | 0,48% | 0,46% | 0,44% | 0,44% | 0,43% | 0,48% | 0,58% | 0,63% | 0,53% | 0,43% | 0,39% | 0,41% | 0,47%      |
| 2022 | 0,42% | 0,42% | -     | -     | -     | 0,53% | 0,51% | 0,55% | 0,53% | 0,49% | 0,47% | 0,44% | 0,50%      |
| 2023 | 0,44% | 0,43% | 0,45% | 0,41% | 0,45% | 0,59% | 0,59% | 0,61% | 0,57% | 0,55% | 0,52% | 0,45% | 0,50%      |
| 2024 | 0,45% | 0,42% | 0,45% | 0,48% | 0,45% | 0,50% | 0,52% | 0,52% | 0,55% | 0,50% | 0,49% | 0,45% | 0,48%      |
| 2025 | 0,45% | 0,44% | 0,47% | 0,49% | 0,47% | 0,52% |       |       |       |       |       |       |            |

## Direttori
| Nome             | Periodo   |
| ---------------- | --------- |
| Mario Giordano   | 2011-2014 |
| Alessandro Banfi | 2014-2015 |
| Paolo Liguori    | 2015-2019 |
| Andrea Pucci     | dal 2019  |